# San Biase
San Biase là một đô thị ở tỉnh Campobasso trong vùng Molise thuộc nước Ý, có vị trí cách khoảng 20 km về phía tây bắc của Campobasso. On 31 December 2004, đô thị này có dân số 252 người và diện tích là 11.8 km².
San Biase borders the municipalities Salcito, Sant'Angelo Limosano, và Trivento.